# Мансур Самашкинский
Мурад Джамирзаевич Хадизов, наиболее известный как «Мансур Самашкинский» (чечен. Хадизи Джамирзин Мурад; род. 16 марта 1982, Самашки, Ачхой-Мартановский район, ЧИАССР) — чеченский и украинский военный деятель, активный участник второй чеченской войны, а также конфликта на Донбассе и вторжения России на Украину. С 2014 года начальник учебного центра военной подготовки батальона имени шейха Мансура. Полковник ВС ЧРИ. Кавалер ордена ЧРИ «Честь Нации».

## Биография

### Происхождение
Мурад Хадизов родился 16 марта 1982 года в селении Самашки Ачхой-Мартановского района Чечено-Ингушская АССР. По национальности — чеченец.

### Вторая чеченская война 1999—2009
В начале второй чеченской войны Хадизов принимал участие в военных структурах Чеченской Республики Ичкерия, воевал под руководством полевого командира Ибрагима Бадаева. В 2002—2003 годах участвовал в нападениях на российских военнослужащих, в том числе причастен к обстрелу колонны российской бронетехники в 2003 году. В том же году, используя поддельный паспорт на имя другого человека эмигрировал в Австрию, но год спустя в мае 2004 года вернулся в Чеченскую Республику. 11 июля 2004 года был ранен в ходе боестолкновения с российскими военными близ села Самашки Ачхой-Мартановского района Чеченской Республики. После этого тайно лечился во Владикавказе. Там его личность была установлена. В результате чего он был задержан и приговорён к тюремному заключению Ачхой-Мартановским районным судом в декабре 2004 года. В 2007 году его освободили из тюрьмы. Затем он стал фигурантом другого уголовного дела. В июле 2008 года приговорён Центральным районным судом города Оренбурга к 3 годам лишения свободы по ч. 2 ст. 228 УК РФ.

### Последствия второй чеченской войны 2010—2015
После освобождения из мест лишения свободы в 2011 году вернулся в Чеченскую Республику и вновь примкнул к боевикам, воевал в отряде Алсбека Сулейманова в составе Вилаята Нохчийчоь Имарата Кавказ. В 2011 году от был внесён в российский перечень террористов и экстремистов. По данным российских источников, участвовал в войне в Сирии в отрядах ИГ. При этом командир БШМ Умхан Автаев отрицал наличие у бойцов батальона связей с этой террористической организацией.

### Боевые действия на Донбассе
На фоне начала боевых действий на Донбассе Хадизов выехал на территорию Украины и вступил в добровольческий батальон имени шейха Мансура, созданный из числа представителей чеченской диаспоры в Европе. Он оказывал информационную поддержку батальону, в частности, выполнял функции пресс-секретаря. Под руководством Службы безопасности Украины занимался привлечением в ряды БШМ новобранцев-диверсантов, которых затем планировалось перебросить в Крым, а также был руководителем учебного центра, где проходят военную подготовку новобранцы данного формирования.

### Вторжение России на Украину 2022
С момента начала крупномасштабного вторжения России на Украину, с февраля 2022 года, участвует в обороне Украины от российских войск в составе батальона имени шейха Мансура. Является одним из его командиров, в частности, начальником учебного центра военной подготовки. Полковник ВС ЧРИ по званию.